# ガスジャイアント
ガスジャイアントもしくは巨大ガス惑星 (Gas giant) は、主に水素とヘリウムから構成される木星型惑星である。太陽系の場合、木星と土星がガスジャイアントに該当する。ガスジャイアントという用語はもともと巨大惑星と同義に使われていたが、1990年代に天王星や海王星が主により重い揮発性物質で構成されていることが明らかとなり、アイスジャイアント（天王星型惑星）と区別して呼ばれることが多くなった。
木星と土星の大部分は水素とヘリウムであり、これより重い元素は質量の3%から13%を占める。水素分子の外層が液体金属水素の層を取り巻き、溶けた岩石状の核も持つと考えられている。水素大気の最外層には、主に水とアンモニアから構成される何層もの雲が存在する。両惑星の大半を占める金属水素の層は、非常に強い圧力によって水素が導電体となっているため、こう呼ばれる。核はより重い元素で構成されていると考えられるが、20,000Kもの高温と高圧のため、その性質はほとんど分かっていない。